# Team Spillerforeningen
Team Spillerforeningen var det danske hold ved FIFPro Tournament 2009, et verdensmesterskab for arbejdsløse fodboldspillere, arrangeret af den verdensomspændende organisation for professionelle fodboldspillere, FIFPro.

## 2009

### Holdet
Holdet bestod ved 2009-udgaven af FIFPro Tournament af følgende spillere:
- Thomas Villadsen
- Anders Qvist
- Jeppe Brandrup
- Martin Sondergaard Christensen
- Thomas Juel-Nielsen
- Tim Ilsø
- Nichlas Thorsgaard
- Martin Heinze
- Frederik Borg Hansen
- Nicolaj Mikkelsen
- Dannie Riise
- Nicky Bügel Jensen
- Erik Hofman Bang
- Alex Nørlund
- Morten Beck Andersen
- Mohammed Abdalas